# Roberto Córdova
Roberto Córdova (Ciudad de México, 5 de octubre de 1899; † 1967 ) fue un jurista, juez internacional y diplomático mexicano. Fue miembro de la Comisión de Derecho Internacional de las Naciones Unidas entre 1949 y 1955. Entre 1955 y 1964, fue juez de la Corte Internacional de Justicia.

## Biografía
Roberto Córdova completó su formación académica en la Universidad de Texas y en la Facultad de Derecho de la Universidad Nacional Autónoma de México. Luego actuó como representante de su país natal en la Comisión de Reclamaciones México-Estados Unidos en la década de 1920 y en las negociaciones de arbitraje con los Estados Unidos entre 1937 y 1940. 
En 1933 fue nombrado profesor de derecho internacional en la Escuela Libre de Derecho de la Ciudad de México. 
Entre 1938 y 1943 fue consejero jurídico de la Embajada de México en Washington D. C..
También fue Embajador en Costa Rica en 1943. Fue delegado de México en la Conferencia de Chapultepec de 1945, que sentó las bases del Tratado Interamericano de Asistencia Mutua. Fue miembro de la delegación mexicana en la Conferencia de San Francisco, en la que se redactó la Carta de las Naciones Unidas (ONU). 
Entre 1949 a 1954 fue miembro de la recién establecida Comisión de Derecho Internacional de la ONU.
En 1955 fue electo juez de la Corte Internacional de Justicia, cargo en el que sirvió hasta 1964.
Estaba casado y fue padre de un hijo y de dos hijas.

## Leer más
- Roberto Córdova. En: Arthur Eyffinger, Arthur Witteveen, Mohammed Bedjaoui: La Cour Internationale de Justice 1946–1996. Martinus Nijhoff Publishers, La Haya y Londres 1999, ISBN 9-04-110468-2, págs. 274
- Córdova, Roberto. En: Ronald Hilton (ed. ): Who's Who in Latin America. Part I: Mexico. Tercera edición revisada y ampliada. Stanford University Press Stanford 1962, ISBN 0-80-470709-X, págs. 30

## Enlaces
- Biblioteca Audiovisual de Derecho Internacional: 12 de mayo de 1949 Roberto Córdova (foto a la izquierda) durante la primera sesión de la Comisión de Derecho Internacional